# Stenbjerg (Sydslesvig)
 For alternative betydninger, se Stenbjerg. (Se også artikler, som begynder med Stenbjerg)
Stenbjerg (dansk) eller Steinberg (tysk) er en landsby og kommune beliggende ved Flensborg yderfjord i det nordøstlige Angel i Sydslesvig. Administrativt hører Stenbjerg under Slesvig-Flensborg kreds i den tyske delstat Slesvig-Holsten. Kommunen omfatter bebyggelser Havernæs (tysk Habernis), Nørregårdskov (Norgaardholz), Stenbjerghav (Steinberghaff), Stenbjerggaard (Steinberggaard), Stenbjergskov (Steinbergholz) og godset Østergård (Östergaard), og samarbejder med nabokommunerne i Gelting Bugt kommunefællesskab (Amt Geltinger Bucht). Ud mod Gelting Bugt ligger Østergårdskov. I kirkelig henseende hører Stenbjerg under Stenbjerg Sogn undtagen Havernæs, som hører under Kværn Sogn. Begge sogn lå i den danske tid indtil 1864 i Ny Herred (Flensborg Amt).

## Geografi
Kommunen strækker sig med en kystlinje på omtrent 8 km langs Gelting Bugt. Jorderne er frugtbare. Under hensyn til græsgangene omtaltes omegnen tidligere også som smørhullet. Stenbjerghav fungerede i flere generationer som en lille fiskerleje, hvor søfarende og fiskere havde deres bosted. Lepping Å danner mod syd grænsen til den i Eskris Sogn beliggende nabokommune Nisvrå. I nord danner Stenbæk (Havernæs Å) grænsen til nabokommunen Stenbjergkirke, hvor også de nærmeste uddannelsesinstitutioner ligger i dag. En fusion med Stenbjergkirke i 1974 kom dog ikke til at blive realiseret. I stedet fusionerede de tre hidtil selvstændige kommuner Stenbjerg, Nørregårdskov og Stenbjerghav samme år. 
Der er flere mindre skovstrækninger i kommuneområdet såsom Styrsholt (Stürsholz) ved Havernæs, Stenbjergskov og Østergårdskov. Navnet Styrsholt er afledt af gada. *stør og oldn. staurr for en stang

## Historie
Stenbjerg er første gang nævnt 1352. På jysk / angeldansk udtales bynavnet Stenbjerre. Stednavnet beskriver en stenet høj. 
I årene 1749 til 1973 fandtes der en lokal grundskole i Stenbjerg. Den sidste skolebygning i Nørregårdskov blev lukket i 1973 og fungerer nu som medborgerhuset. I den danske tid var sognet inddelt i to skoledistrikter (Stenbjerg og Stenbjergskov). Skolesproget var indtil 1864 dansk. Der er et frivillig brandværn i Stenbjerg.

## Byvåben
Stenbjergs byvåben viser i den ene felt en stjerne med en halvmåne, som symboliserer tilhørighed til Ny Herred, og i den anden en måge over havet, hvad genspejler landsbyens beliggenhed ved Østersøen og turismens betydning. Farverne blå-gul er hentet fra Sønderjyllands/Slesvigs våben. 

## Billeder
- Luftbillede
- Højvandsmærke fra Stormfloden 1872 i Stenbjerghav
- Sønderjysk gård i Stenbjergskov
- Stråtækt hus i Flintholm